# David Bunderla
David Bunderla, slovenski nogometaš, * 31. julij 1987, Kranj.
Svojo nogometno kariero je začel v klubu Triglav Kranj. Član Triglava je bil vse do mladinske selekcije. Nato je prestopil v sosednji NK Britof, s katerim je tekmoval v 1. mladinski nogometni ligi in bil najuspešnejši strelec sezone. Opazili so ga pri Primorju in ga pred sezono 2006/2007 pripeljali v Ajdovščino. Tam je ponovno postal najuspešnejši strelec lige. Po koncu sezone je prestopil k Mariboru, za katerega je v devetinštiridesetih nastopih dosegel 4 zadetke. Najpomembnejši je bil zagotovo v finalu Hervis pokala v sezoni 2009/10, ko je v 120. minuti pokopal Domžale. Januarja 2011 je prestopil v Koper, po sezoni pa naprej v matični Triglav, za katerega je odigral 13 tekem, nakar se je preselil v NK Šenčur. Po sezoni 2012/13 je kariero nadaljeval na avstrijskih nižjeligaških zelenicah v dresih SG Steinfelda, SG Drautala in SV Greifenburga. Od julija 2015 je bil član zamejskega kluba v Selah.